# 土佐尚子
土佐 尚子（とさ なおこ）は、日本のアーティスト・研究者である。MIT Center for Advanced Visual Studiesでのフェローアーティストを経て、2005年4月から2011年3月まで京都大学学術情報メディアセンター特定教授、2011年4月から2018年6月まで同情報環境機構教授、2018年7月から2022年4月まで同大学院総合生存学館（思修館）特定教授。2022年5月から同大学防災研究所巨大災害研究センター産学協同研究部門特定教授。専門はアート＆テクノロジー研究、学位は博士（工学）（東京大学）。

## 人物
土佐尚子は、アーティストとして創造活動に携わってきたが、同時に芸術と技術に代表される他領域との境界領域の創出にも大きな興味を持ち活動に携わっている。また芸術と技術の境界領域、より広くいうと文系と理系の境界領域の人材の教育活動にも携わっている。
まず20代（1980年代）に技術を使った当時の最先端のアートであるビデオアートの分野のアーティストとして美術界にデビューしている。当時の作品は、ニューヨーク近代美術館、メトロポリタン美術館での招待展示をはじめ、国内では国立国際美術館、Ｏ美術館（東京）、富山県立近代美術館、名古屋県立美術館、高松市立美術館などで収蔵されている。並行してこの分野の人材育成のために、武蔵野美術大学映像学科での講師と東京芸術大学デザイン学部の特別講師を勤めている。
30代には、上記の境界領域の研究の延長として、芸術とコンピュータの融合領域に興味を持ち工学を本格的に学んでいる。具体的には感情や感性という無形のものをコンピュータによって可視化する方法論を国際基礎通信技術研究所(ATR)で研究し、同時にその分野の学生の教育に興味を持つ神戸大学自然科学研究科で教育に携わった。研究成果はACM SIGGRAPH, ARS ELECTRONICAなどの代表的な芸術と技術の国際会議で展示すると共に、マルチメディア、人工知能、バーチャルリアリティの学会にて論文として発表を行っている。その結果は、マルチメディア国際会議での最優秀論文賞（1996年）、芸術と科学を融合した研究に贈られるロレアル大賞受賞（1997年）、アルスエレクトロニカインタラクティブアート部門受賞（2000年）などに結実している。
40代は、アート＆サイエンスの分野で優れた研究者を生み出したMIT Center for Advanced Visual Studiesのスティーブン・ベントン所長（レインボウホログラフィ発明者）に日本人として初めて招聘され２年間滞在している。ボストン滞在中に日本人としての自覚と日本文化に目覚め、芸術からさらに文化へと関心を広げている。海外において特殊で理解困難と考えられている禅などに代表される日本文化をインタラクティブアート作品の形で海外の人々に体験してもらう山水禅システムを創作し、ユネスコ主催デジタル文化遺産コンペ２位受賞、MIT博物館、禅寺高台寺、京都大学博物館での展示などの成果につなげている。同時にこの考え方を一般化し、文化を枠組みとコンテンツに分離してコンピュータ上に載せる「カルチュラルコンピューティング」という方法論を提唱し、NTT出版より「カルチュラルコンピューティング」という一般書を2009年に出版している。
2016年、2016年度文化交流使に任命され、8カ国10都市を訪問、NYのタイムススクエア で60台以上のビルボードに1ヶ月間「Sound of Ikebana Spring」を上映、文化交流を行った。

## 表現、研究するテーマ
コンピュータは、DNAの螺旋構造やフラクタルなどの物理的なものを可視化してきた。これに対して芸術は人間の知や教養、感情や感性などの無形情報を可視化して来たといえる。芸術と技術を融合しこれらの無形情報をコンピュータによって可視化することが今後の芸術と技術の新しい方向である。さらに芸術をより広い視点から文化としてとらえると共に、文化をその背後にある枠組みとコンテンツに分離し、アルゴリズムとデータの形で表現する事により任意の文化をコンピュータで取り扱い、その結果を新しい技術や新しいアート作品として結実する試みにチャレンジしている。同時にこのような考え方をアート・技術の領域に閉じるだけでなく人々に広めてアート・文化・技術の境界領域の活動に携わる人々を育てる必要性を感じていると言う。

## コレクション
高松市美術館, 香川
- Pleasure (1984)[3]

MoMA(The Museum of Modern Art), New York
- An Expression (1985)[4]

O美術館, Tokyo
- TRIP (1985)[5]

国立国際美術館, 大阪
- ECSTACY(1986)[6]

富山県美術館
- GUSH! (1989)[7]

名古屋市博物館, 愛知
- TRANCE (1989)[8]

建仁寺, 京都
- 雲の上の山水(2012)[9]
- 静寂(2012)[10]

みらい共創ラボ, 京都
- UTSUROI (2015)[11][12]

## 発表作品

### 映像作品
- NAOKO TOSA's 大阪ガスメタネーション(2023)[13]
- 花園中学150周年記念オープニング映像(2022)[14]
- 感動するエントランスー島津製作所みらい共創ラボ(2022)[15]
- ZERO Gravity Sound of Ikebana(2021)[16]

- Fifty babies’s UBUGOE(2021)[17]
- TOSA RIMPA: Sansui(2021)[18]
- マジックウィンドウ(2020)[19]
- 産声 by Sound of Ikebana(2020)[20]
- 竜の夢(2019)[21]　建仁寺での展示作品

- 雨滴声(2019)[22]　建仁寺での展示作品

- digital Noh art work “井筒”(2019)[23]
- 漆によるアジアの四神(2017)[24]

- Dragon(2017)[25]　日本電産とのコラボレーション作品

- Genesis(2017)[26]
- 連獅子(2016)[27]

- 花と龍(2016)[28]

- いとおかし(2016)[29]

- MIYABI(2015)[30]

- Volcano(2015)[31]

- UTSUROI(2015)[32]

- Space Flower(2014)[33]

- Wind God and Thunder God(2014)[34]
- Sound of Ikebana Four season(2013)[35]
- Asian Saint(Under water Sansui with Four Gods(2012))[36]
- KABUKI-MONO(2011)[37]

- An Expression(1985)[38]
- GUSH!(1989)[39]
- ECSTACY(1986)[40]
- TRIP(1985)[41]
- Pleasure (1984)[3]

### 京都大学フィルムアーカイブ
- First Japanese Philosopher Kitaro Nishida, Philosopher of nothingness: From ZEN Buddhism made Japanese philosophy (2008~2011) 12min[42]

- First Japanese Nobel Prize winner Hideki Yukawa, Creative human : From Eastern thinking to theoretical physics (2008~2011) 13min[43]

### インタラクティブアート
- Neuro-Baby(1993-2000)[44]

ACM SIGGRAPH 1993 Machine Culture 選出
ARS Electronica 招待展示
人間の声の抑揚から感情認識と感情生成を、リアルタイムに行うCGキャラクター
- Networked Neuro-Baby(1995)[45]

ACM SIGGRAPH 1995 Emerging Technology 招待デモ
異文化間の感情表現の翻訳をネット上で行う、ロボットハンドと接続されたニューロベイビーシステム東京大学：橋本秀紀助教授・瀬崎薫助教授との共同研究
- Interactive Poem(1997)[46]

人間の声から言葉の意味と感情認識と出力を、リアルタイムに行い、人間と連歌的に詩を読み合うCGキャラクターの詩人システム
ロレアル賞大賞受賞（芸術と科学に関する研究に与えられる表彰）
- Interactive Theater“Romeo & Juliet”(1997-1999)[47]

複数の人間の声と行為から言葉の意味と感情認識と出力を、リアルタイムに行い、人間が、主人公を演じ、物語を作っていけるインタラクティブシアターシステム
ベルリン国際映画祭　ニューメディア部門入賞
- Unconscious Flow（無意識の流れ）(1999)[48]

人間の心拍情報（生態情報）と、手の動き（心理的な見地）から、コミュニケーションの共鳴度を表現するシステム
世界最大のデジタルコンテンツの国際会議「アルスエレクトロニカ」インタラクティブアート部門受賞（オーストリア国営放送主催）
- 感情翻訳メールソフト(2001)[49]

E-mailのテキストに意図された感情をCGキャラクターで表現して、送り先の相手にジェスチャーで表現して、音声合成で、読み上げるネットウエア
- インタラクティブ漫才(2001-2002)[50]

共同研究者：吉本興業
言葉の中に含まれている無意識情報を研究して、インタラクティブな対話実現のために、気持ちのやりとりである「漫才」を取り上げ、ツッコミコンピュータシステムを設計
SCI 2002 Best Paper Award受賞。
- 助けて！ドラえもん(2002-2005)[51]

＜以下The ドラえもん展として全国巡回＞藤子 不二雄とのコラボレーション。
サントリーミュージアム,そごう美術館,北海道立旭川美術館,松坂屋美術館,大分市美術館,島根県美術館,高岡市美術館,高松市美術館,松本市美術館,熊本県立美術館分館,郡山市立美術館
- 禅コンピュータ（ゼネティックコンピュータ）(2002-2004)[52]

共同研究者：ピーターデービス、松岡正剛、近藤等則
禅の文化や精神を体験するカルチャラルコンピューティング。以下の場所で展示している。
- MIT 博物館メインギャラリー (2003.10.24-11.13) [53]

- コンピュータによる山水禅：ZENetic Computer高台寺北書院(2004.5.10-6.6)[54]

- KYOTO映像フェスタ「未来の映画DNA」　京都文化博物館（2003.11）

- “Inter-Culture Computing: ZENetic Computer,” ACM SIGGRAPH 2004 Emerging Technology Venue.

### iPhone アプリ
- Sansui Ink Painting [55]

### 写真作品
- 炎の歌を聞く8月の杜若(2022)[56]
- 宇宙的郷愁(2021)[57]

アンドレ・マルーロへのオマージュ
- 静寂(2012)[10]

建仁寺奉納作品
- 雲の上の山水(2012)[9]

建仁寺奉納作品

### 彫刻作品
- 光のテーブル(2021)[58]

- Caustics Light(2021)[59]

- 奈良を見る弥勒(2021)[60]

- 弥勒と声聞(2021)[61]
- 光のいけばな(2020)[62]

- 影の中の光(2020)[63]

- 永遠の間 by UTSUROI(2020)[64]

- 未来の乗り物の形の研究 by Sound of Ikebana(2020)[65]

- ZEN:Nothingness is everything(2019)[66]

- 無重力のいけばな(2019)[67]

- Pure Water(2011)[68]

### アートファッション
- DURENとのコラボ(2021-2023)[69]
- 地方創生ARファッション(2023)[70]
- TokyoFashionShow 狂言「土筆」(2022)[71]

- Sound of Ikebana Fashion(2021)
  - 2024 S/S (2023)
  - 2024 F/W (2024)
  - 2025 S/S (2024)
  - 2025 F/W (2025)

### NFTアート作品
- NFT Art "Zero Gravity" (2022)[72]

### 防災アート作品
- 防災万博(2025)[73]
- 京大防災研x京阪本線x凸版印刷 3.11メモリアル防災ARアート(2023)[74]

### 大阪・関西万博出展作品
- Zero Gravity Art(2025)[75]

### アートイノベーションフレームワーク
- 京都大学アートイノベーションフレームワーク(2020)[76]
- CRAFTED TOUR "京都大学土佐研究室アート・イノベーション体験 (Sound of Ikebana実演)プログラム"(2020)[77]

## 受賞歴
- 2nd Prize for Nabi Digital Storytelling Competition of Intangible Heritage, organized by UNESCO (2004)
- the L’Oreal Grand Prix for research combining art and science; 2000, honorary mention in the Interactive Art section in ARS Electronica (1997)
- best paper award from the IEEE International Conference on Multimedia (1996)[78]

## 著書

### 単行本
- Cross-Cultural Computing: An Artist's Journey　(出版社 Springer, 発売日 2016/3/1,ISBN-13 978-1447165118)

- 土佐尚子作品集 日本を探しに-Looking for Japan

- TOSA RIMPA　(出版社 淡交社, 発売日 2015/4/27,ISBN 447303996X)

- カルチュラル・コンピューティング 文化・無意識・ソフトウェアの創造力　(出版社 NTT出版, 発売日 2009/08/27,サイズ A5判, ISBN 9784757102613)

- Cultural Computing　(編集 Ryohei Nakatsu,Naoko Tosa,Fazel Naghdy,Kok Wai Wong,Philippe Codognet, 出版社 Springer, 発売日 2010/9/27, ISBN 3642152139)

### 分担執筆,編集
- 『実践する総合生存学』第12章「総合生存学としてのアート：グローバル社会における日本美の役割」(京都大学学術出版会 2021)

- もっと！京大変人講座(三笠書房 2020)

- アートイノベーション〜日本的感性を取り入れたビジネス革新〜（Art Innovation  Business Innovation Based on Japanese Sensitivity）(デザインエッグ株式会社 2020)

- "Pursuit and Expression of Japanese Beauty Using Technology" in “The Machine as Art/ The Machine as Artist"(MDPI, 2019)

- "Entertainment, Culture, and Media Art”in "Handbook of Digital Games and Entertainment Technologies"(Springer Singapore, 2016)

- Cultural Computing(springer, 2010)

- Cultural Computing: Creative Power Integrating Culture, Unconsciousness and Software(Springer, 2010)

- 「個人的フィーリングを表現する非言語コミュニケーションのインタラクティブな可視化」講座社会言語科学【第 2 巻】メディア 第 4 部メディア環境の未来(ひつじ書房, 2005)

- 「新しいコミュニケーション-アート＆テクノロジーの可能性」情報技術と経済文化, 第3章(NTT出版, 2002)

## 常設展示
- The Museum of Modern Art, N.Y. (U.S.A.)
- The Japan Foundation, TOKYO (JAPAN)
- O Art Museum, TOKYO (JAPAN)
- Takamatsu City Museum, KAGAWA (JAPAN)
- Image Forum, TOKYO (JAPAN)
- Japan Film Culture Center, TOKYO (JAPAN)
- Toyama Prefecture Modern Museum, TOYAMA (JAPAN)
- Nagoya Prefecture Modern Museum, NAGOYA (JAPAN)
- National Art Museum, OSAKA (JAPAN)
- American Film Association, N.Y. (U.S.A.)

## 主な展覧会（招待）
- 2025 New York Fashion Week 2025 F/W
- 2024 New York Fashion Week 2025 S/S
- 2024 tagboat Art Fair
- 2024 New York Fashion Week 2024 F/W
- 2023 EAST HAWAII CULTURAL CENTER - RECONCEPTUALIZING TRADITIONS IN JAPANESE THEATER
- 2023 New York Fashion Week 2024 S/S
- 2023 地方創生NFT AR Fashion Show
- 2023 10th FASHION WORLD TOKYO APRIL
- 2022 Fashion Week Brooklyn
- 2022 京都大学創立125周年記念　アカデミックマルシェ出展
- 2022 NAOKO TOSA Zero Gravity NFT Exhibision（全国の対象のイオンモール）[79]

　　開催会場：イオンモール下田/イオンモール盛岡/イオンモール名取/イオンモールいわき小名浜/イオンモール水戸内原/イオンモール太田/イオンモール高崎/イオンモール羽生/イオンモール川口前川/イオンレイクタウンkaze/イオンモール上尾/イオンモールむさし村山/イオンモール日の出/イオンモール幕張新都心/イオンモール成田/イオンモール木更津/イオンモール座間/イオンモール甲府昭和/イオンモール浜松志都呂/イオンモール土岐/イオンモール岡崎/イオンモールNagoya Noritake Garden/イオンモール東浦/イオンモール鈴鹿/イオンモール高岡/イオンモール白山/イオンモール草津/イオンモールKYOTO/イオンモール京都桂川/イオンモール橿原/イオンモール四條畷/イオンモール神戸北/イオンモール倉敷/イオンモール高知/イオンモール徳島/イオンモール福岡/イオンモール直方/イオンモール熊本/イオンモール宮崎/イオンモール沖縄ライカム
- 2022 Naoko Tosa: Zero Gravity (J-COLLABO/ NY, U.S.A) [80](Oncyber)
- 2021 METoA-Ginza HOPE-FOR-UNIVERSE (METoA GINZA/JAPAN)
- 2009 Cultural Computing “i.plot” “Hicth Haiku” (Kyoto University Museum/JAPAN)
- 2006 Sense of Computer (Kyoto University Museum/JAPAN)
- 1994 Broadcasting Week in NHK (NHK main Building TOKYO/JAPAN)
- 1993 A-Life World Exhibition (Tokyo International Art Museum/JAPAN)
- 1993 A-Life World Exhibition (Tokyo International Art Museum/JAPAN)
- 1993 ARS ELECTRONICA '93 -Artificial Life Art Exhibition- (Linz, AUSTRIA)
- 1992 18th Japan Society of Image Arts & Sciences Exhibition (Musashino Art University　TOKYO/JAPAN)
- 1992 NICOGRAPH '92 Special Exhibition [Virtual Reality] (Ikebukuro Sunshine City Hall TOKYO/JAPAN)
- 1991 High Tech Art Exhibition (Ginza Matsuya TOKYO/JAPAN)
- 1990 Monveliarl International Video Festival (Monveliarl FRANCE)
- 1990 Locarno International Video Festival (Locarno SWITZERLAND)
- 1989 4th Contemporary Art Festival - Image of Today (Toyama Prefectural Modern Art Museum JAPAN)
- 1989 TEAM VIDEO GALLERY (World Design Exhibition Nagoya JAPAN)
- 1989 New Generation Computer Graphics Exhibition (Kawasaki City Museum JAPAN)
- 1988 The Brisbane International Leisure Center "Japan Techno Plaza" (Brisbane AUSTRALIA)
- 1988 Video Festival; Japan Now - Sweden Now (Kalturhuset, SWEDEN)
- 1988 International High Technology Art Exhibition (Tsukashin Hall Kobe JAPAN)
- 1988 EXPERIMENTAL MEDIA FESTIVAL; MIAMI WAVES (Miami-Dade Community College, U.S.A.)
- 1988 Fukui International Video Biennale (Phoenix Plaza Fukui, JAPAN)
- 1988 EXPERIMENTS IN ANIMATION Exhibition (O Art Museum TOKYO /JAPAN)
- 1988 Japan Leading Scientific Technology Art Exhibition (Taiwan Prefectural Art Museum)
- 1987 Festival International de Film Et Video de Future (Montreal, CANADA)
- 1987 WAVEFORMS: VIDEOS FROM JAPAN (San Francisco U.S.A.)
- 1986 OPEN FILM BOX vol. 9 (Fukuoka Prefectural Art Museum JAPAN)
- 1986 Camerino International Video Festival (Camerino ITALY)
- 1986 Video Cocktail 3 (Hara Art Museum TOKYO/JAPAN)
- 1986 Japanese Video Art Exhibition; Scanners (Air Gallery U.K.)
- 1986 Australian National Broadcasting Systems ”International Video Art Section (AUSTRALIA)
- 1986 Monveliarl International Video Festival (Monveliarl FRANCE)
- 1986 NEW VIDEO JAPAN (Long Beach Museum of Art U.S.A.)
- 1986 NEW VIDEO JAPAN (Museum of Modern Art N.Y. U.S.A.)
- 1985 Video Cocktail 2 (Gallery NEWS TOKYO/JAPAN)
- 1985 Video Culture Canada '85 (Toronto CANADA)
- 1984 Personal Focus '84 (Image Forum TOKYO/JAPAN)
- 1984 Video Cocktail (Komai Art Gallery, Ikebukuro Seibu Studio 200 TOKYO)
- 1983 Personal Focus '83 (Fukuoka Prefectural Art Museum JAPAN)
- 1983 Video Art Exhibition for New Generation (Komai Art Gallery TOKYO)
- 1982 Art Function Exhibition (Fukuoka City Art Museum JAPAN)
- 1982 Video Independent Exhibition (Osaka Contemporary Museum Center JAPAN)
- 1981 Women Painter Exhibition (Fukuoka City Art Museum JAPAN)

## メディア出演等

### テレビ
- NAOKO TOSA NHK World Core Kyoto (NHK総合テレビ　2022年5月12日)
- NHK NEWS WEB（NHK総合テレビ　2021年5月21日）
- おはよう日本（NHK総合テレビ　2021年4月19日）
- 京都知新（毎日放送　2021年3月14日）
- 土曜はナニする!?（関西テレビ　2020年8月22日）
- 京いちにち（NHK総合テレビ　2020年10月14日)
- ホンマでっか!?TV（フジテレビ　2020年5月20日）
- グッド！モーニング（テレビ朝日　2020年9月18日）
- ちゃうんちゃう？（NHK総合テレビ）
- サンデーLIVE!!（テレビ朝日　2020年1月19日）
- サンデーLIVE!!（テレビ朝日　2019年3月24日）
- NEWS HOT KANSAI（NHK総合テレビ　2016年9月16日）
- くらし☆解説（NHK総合テレビ　2015年）
- たけしの万物創成期（テレビ朝日）
- テクノ探偵団（テレビ東京　2005年）

### 新聞
- 京都新聞 現代のことば「日本文化と日本美とは？」(2022.11.22)
- 毎日新聞「無重力使った「世界初」のアート作品　京大チーム制作成功」(2022.10.19)
- NHK News Web「無重力再現した環境で「流体アート」の作品制作 京大など」(2022.10.18)
- 京都新聞 現代のことば「アートと防災で「生きる力」を研究する」(2022.05.26)
- 朝日新聞デジタル「アート×デジタル捺染　ファッションに新風を」(2021.02.22)
- 京都新聞 現代のことば「サウンドオブいけばな、いけばなの家元と出会う」(2021.02.18)
- 京都新聞 現代のことば「無重力のサウンドオブいけばな」(2021.12.06)
- 京都新聞 現代のことば「アートイノベーション」(2021.09.28)
- 京都新聞 現代のことば「アートイノベーション」 (2019.03.19)
- 京都新聞 現代のことば「芸術・学問融合で新たな世界」(2018.12.21)
- 京都新聞 現代のことば「研究者、科学・芸術語り合う」(2018.11.29)
- 京都大学　大学ジャーナル「アート＆テクノロジーで、自然の中に隠されている日本美を発見し、世界に発信」(2018.10.25)
- ARTCAN「科技昇華日本美學」(2018.09.13)
- 信報「如花綻放無形美」(2018.08.15)
- 大公報「自然之道 禅意浪漫」(2018.08.11)
- SouthChinaMorningPost「ART & ENTERTAINMENT」(2018)

### 雑誌
- AERA (2021.02)
- Milk (2018)
- 美術手帖 (2017.08)
- TOSHINTIMES (2016)
- たる (2015.06)
- Kyoto University Reasearch Activities (2015.03)
- 日本バーチャルリアリティ書評 Vol.15 No.1 (2010.03)
- 大学ジャーナル (2009.03)
- 週間アスキー (2002.08.20)
- 週間アスキー (2002.05.7)
- 工学情報 (2002.秋）
- 大阪人 (2002.4)
- FLASH (2001.10.2)

### インターネット
- Philo-「アートと研究の境界を超え、最先端技術で「自然の中の美」を発見する。」(2022.06.01)[81]
- NHK WORLD JAPAN “Art Frontier: Creators Forge New Paths into the Future”(2022.03.12)[82]
- NHKおはよう日本「デジタルアート市場を変える！？「NFT」とは 作品販売の新たなサービスも」(2021.04.28)[83]
- 京都知新 (2021.03.14)[84]
- LEXUS NEWS 「京都大学発、土佐尚子教授がアートイノベーションで思考を変える」(2020.10.14)[85]
- FNNプライムオンライン「赤ちゃんの産声が“生け花”に…神秘的なアートはどんな仕組み？制作者に聞いた」（2020.08.17）[86]
- withnews「赤ちゃんの産声が生け花に？映像で表現、京大と町の産婦人科がコラボ」(2020.08.08)[87]
- ICCレポート「新しい価値を創造しよう！『アート・イノベーション〜リーダーに必要なアート力を身につける』(90分拡大版)」(2020.04.26)[88]
- ICCレポート「「歴史に残るクリエイティビティは、当時の最先端技術とつながっている」アーティスト土佐 尚子さんが考える、アートとイノベーションの密接な関係」(2020.02.13)[89]

### トークライブ
- TEDxKyoto University(2015)[90]
- Transcending Time: Japanese Art & Technology(2024)[91]